# Österlens kontrakt
Österlens kontrakt var ett kontrakt i Lunds stift inom Svenska kyrkan. Kontraktet församlingar verkade inom Simrishamns kommun och Tomelilla kommun. Kontraktet upplöstes 1 januari 2017 då församlingarna överfördes till Vemmenhögs, Ljunits, Herrestads, Färs och Österlens kontrakt..

Kontraktskoden var 0712.

## Administrativ historik
Kontraktet bildades 1962 av
en del av Albo och Järrestads kontrakt med
- Stiby församling som 2017 uppgick i Gärsnäs församling
- Östra Vemmerlövs församling som 2003 uppgick i Stiby församling som 2017 uppgick i Gärsnäs församling
- Simrishamns församling
- Järrestads församling som 2006 uppgick i Simrishamns församling
- Gladsax församling som 2006 uppgick i Simrishamns församling
- Östra Tommarps församling som 2003 uppgick i Stiby församling som 2017 uppgick i Gärsnäs församling
- Simris församling som 2006 uppgick i Simrishamns församling
- Östra Nöbbelövs församling som 2006 uppgick i Simrishamns församling
- Borrby församling som 2000 uppgick i Borrby-Östra Hoby församling som 2017 uppgick i Gärsnäs församling
- Östra Hoby församling som 2000 uppgick i Borrby-Östra Hoby församling som 2017 uppgick i Gärsnäs församling
- Vallby församling som 2002 uppgick i Hammenhögs församling som 2017 uppgick i Gärsnäs församling
- Bolshögs församling som 2003 uppgick i Stiby församling som 2017 uppgick i Gärsnäs församling

en del av Ingelstads kontrakt
- Löderups församling som 1974 överfördes till Vemmenhögs, Ljunits och Herrestads kontrakt
- Hörups församling som 1974 överfördes till Vemmenhögs, Ljunits och Herrestads kontrakt
- Valleberga församling som 1974 överfördes till Vemmenhögs, Ljunits och Herrestads kontrakt
- Glemminge församling som 1974 överfördes till Vemmenhögs, Ljunits och Herrestads kontrakt
- Ingelstorps församling som 1974 överfördes till Vemmenhögs, Ljunits och Herrestads kontrakt
- Tosterups församling som 2002 uppgick i Smedstorps församling
- Ullstorps församling som 2002 uppgick i Tomelillabygdens församling
- Bollerups församling som 2002 uppgick i Smedstorps församling
- Övraby församling som 2002 uppgick i Smedstorps församling
- Benestads församling som 2002 uppgick i Tomelillabygdens församling
- Hammenhögs församling som 2017 uppgick i Gärsnäs församling
- Hannas församling som 2002 uppgick i Hammenhögs församling som 2017 uppgick i Gärsnäs församling
- Östra Herrestads församling som 2002 uppgick i Hammenhögs församling som 2017 uppgick i Gärsnäs församling
- Östra Ingelstads församling som 2002 uppgick i Smedstorps församling
- Smedstorps församling
- Kverrestads församling som 2002 uppgick i Smedstorps församling
- Tomelilla församling som 2002 uppgick i Tomelillabygdens församling
- Tryde församling som 2002 uppgick i Tomelillabygdens församling
- Spjutstorps församling som 2002 uppgick i Brösarp-Tranås församling
- Tranås församling som 2002 uppgick i Brösarp-Tranås församling
- Onslunda församling  som 2002 uppgick i Brösarp-Tranås församling

en församling från Färs kontrakt
- Ramsåsa församling som 2002 uppgick i Tomelillabygdens församling

1974 tillfördes från då upplösta Gärds och Albo kontrakt
- Ravlunda församling som 2002 uppgick i Kiviks församling
- Brösarps församling som 2002 uppgick i Brösarp-Tranås församling
- Andrarums församling som 2002 uppgick i Brösarp-Tranås församling
- Eljaröds församling som 2002 uppgick i Brösarp-Tranås församling
- Södra Mellby församling som 2002 uppgick i Kiviks församling
- Vitaby församling som 2002 uppgick i Kiviks församling
- S:t Olofs församling
- Rörums församling
- Fågeltofta församling som 2002 uppgick i Brösarp-Tranås församling